# Мадюдя Мефодій Улянович
Мефодій Улянович Мадюдя (* 16 липня 1922 — † 7 січня 1944) — лейтенант, ад'ютант полковника Юрія Івановича Фоміна. Воював у складі 225-го танкового полку, 38-ї армії, 1-го Українського фронту. Брав участь у визволенні Києва.

## Біографія
Народився 16 липня 1922 року в селі Березівка, Маньківського району Черкаської області. Закінчив Орлівське бронетанкове училище. Загинув у бою 7 січня 1944 року в районі села Троща, Липовецького району, Вінницької області.
Похований в Парку Вічної Слави. Нагороджений орденом Червоної Зірки.

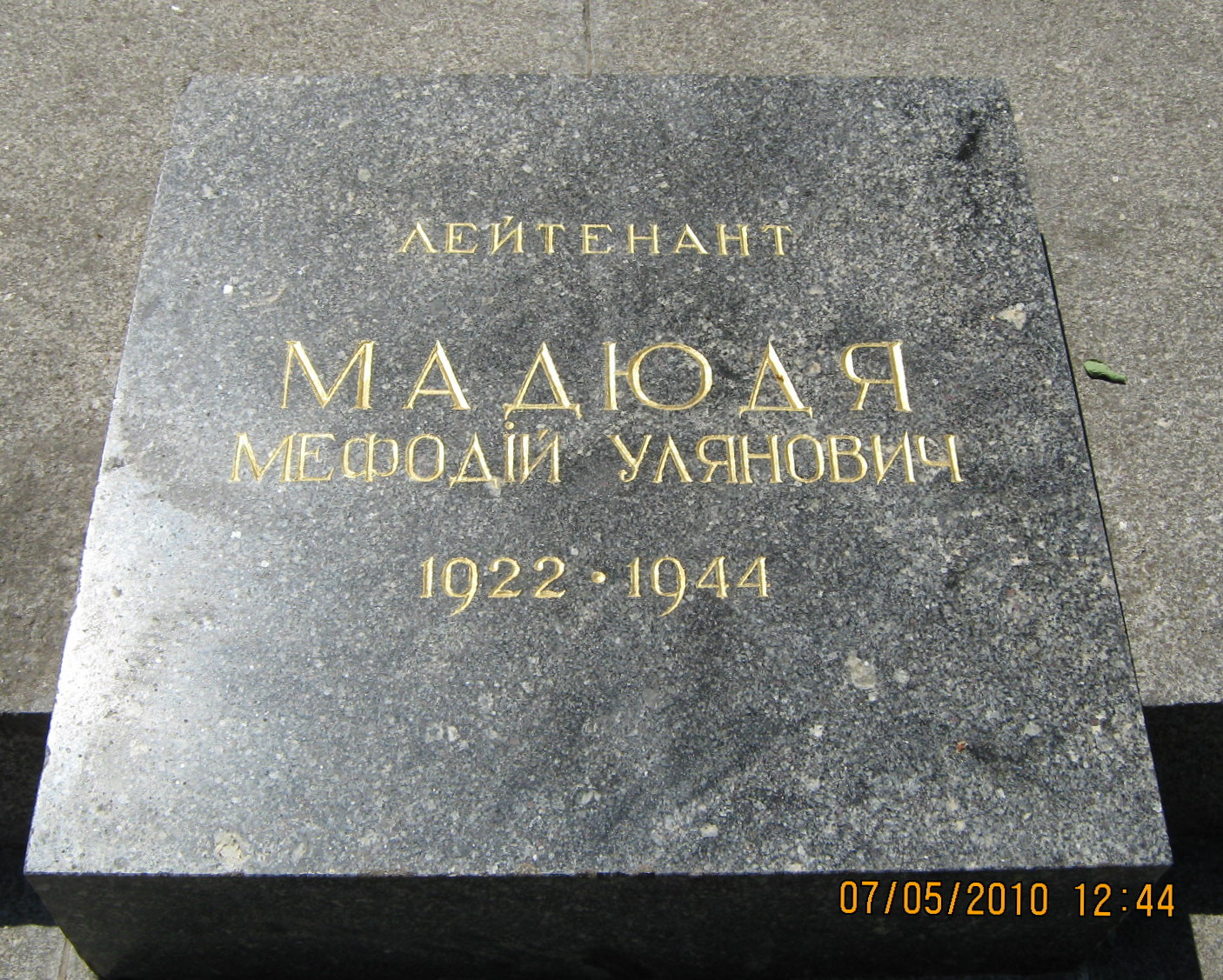
Мефодій Улянович Мадюдя